# Verde-azulado
O verde-azulado/verde petróleo, é uma cor de baixa saturação, um verde-azulado de médio a escuro; semelhante ao ciano escuro. A cor complementar do verde-azulado é o rosa-coral.